# Patrick Saussois
Pour les articles homonymes, voir Saussois.
Patrick Saussois est un guitariste de jazz manouche né le 24 juin 1954 à Paris et mort le 22 septembre 2012 à L'Haÿ-les-Roses,.

## Biographie
Son père est d'origine bretonne et basque, sa mère d'origine gitane.
La guitare de son père, guitariste amateur, le fascine et il apprend à jouer de l'instrument tout seul, avec la particularité d'être gaucher et de jouer sur une guitare pour droitier. Il écoute un peu de toutes les musiques et il est subjugué par un disque de Django Reinhardt enregistré en 1953. Il apprend plus tard que Django joue aussi sur une guitare acoustique…
Après son BEPC, il gagne sa vie en faisant des petits boulots puis aide son père sur les marchés forains.
En 1973, il devient père d'une fille prénommée Christel.
En 1976 il joue en trio et commence à faire les bals. Il commence une carrière professionnelle en 1977 et travaille avec Gilbert Leroux et Daniel Garcia. 
En 1980, il rencontre Didier Roussin, avec lequel il joue en duo pendant neuf ans.
En 1982, il enregistre son premier album, intitulé Si tu savais.
Vers 1988, Patrick Saussois crée sa propre maison de disques, Djaz Records.
En 1996, il crée la formation Alma Sinti avec entre autres Jean-Yves Dubanton, Samy Daussat, Jean-Claude Bénéteau, Jean-Claude Laudat, Stan Laferrière (fils de Marc Laferrière) et Jean Cortès.
C'est aussi un ami de Jean-Luc Chevalier et de Daniel Givone, avec lesquels il a plusieurs fois l'occasion de jouer en concert.
Chaque année, il organise une « Nuit du jazz manouche » à Montrouge, ville où il habite.
Il est un temps animateur de la station de radio TSF Jazz.
En mars 2009, il est victime d'un accident vasculaire cérébral, qui génère un syndrome d'enfermement, le laissant dans l'incapacité de poursuivre sa carrière. Il meurt à Paris en 2012.
En 2022, de jeunes musiciens (Jérémy Dutheil & Solal Poux) rendent hommage à sa musique dans un album qui rappelle la période Alma Sinti : Rêve Bohémien (Jazz Family, 2022).

## Discographie
- 1978 : Hommage à Django Reinhardt, avec l'ensemble Swing Guitar (Éric Zanzucchi, Patrick Saussois, Dominique Bourgoin, Jean-Pierre Huré), 45 tours (EP 4 titres), label ESG.
- 1982 : Si tu savais, avec Didier Roussin.
- 1983 : Deux guitares et un violon, avec Jo Privat.
- 1988 : Golden Coast Blues, avec Jean-Claude Fohrenbach.
- 1988 : Isn't It Romantic ?, avec Serge Rahoerson, Benoît Dunoyer de Sergonsac et Stan Laferrière.
- 1991 : C'est magnifique, avec Alain Claverie, Jean-Claude Beneteau et Jean Toupance.
- 1992 : Easy leaving', avec Georges Arvanitas.
- 1993 : Gypsy Réunion, (participation) avec Tchavolo Schmitt et Dorado Schmitt.
- 1996 : Alma Sinti : Les Yeux noirs.
- 1999 : Alma Sinti : Rythmes Gitans.
- 1999 : Where ?, en public à La Rochelle, avec le Rudy Bonin Trio.
- 1999 : Am Ketenes : Holocauste oublié, avec Retcha Robin (chant) et Florent Maton (violon).
- 2002 : Alma Sinti : La Roulotte.
- 2003 : Alma Sinti : Le Chemin des forains.
- 2005 : Swingin' American Songs, avec Bucky Pizzarelli.
- 2006 : Alma Sinti : Nuits de Paris, avec Philippe “Doudou” Cuillerier, Dominique Vernhes, André Venturini.
- 2010 : The Look of Love - A tribute to Burt Bacharach, avec Rhoda Scott (orgue) et Lucien Dobat (batterie), enregistré en mars 2009, peu avant son accident[5].